# 반정신의학
반정신의학(反精神醫學)은 정신과 치료가 환자에게 도움이 되는 것보다 더 해롭다는 견해에 기초한 사상이다. 반정신의학은 위험한 치료법에 대한 반대에서 비롯되기도 하였다. 역사적으로 위험한 치료법의 예로는 전기 경련 요법, 인슐린 쇼크 요법, 뇌엽 절제술이 있다. 정신의학에 대한 최근의 우려는 21세기 초 어린이를 위한 정신과 약물 처방의 현저한 증가이다. 모든 현대 사회는 정신 환자의 비자발적 치료 또는 비자발적 입원을 허용하고 있다.

## 같이 보기
- 전환 치료
- 플렉스너 보고서
- 신경다양성
- 긍정적 해체
- 로젠한 실험